# 로라 마스의 눈
《로라 마스의 눈》(영어: Eyes of Laura Mars)은 미국에서 제작된 어빈 커슈너 감독의 1978년 네오누아르 초자연 공포 스릴러 영화이다. 페이 더너웨이, 토미 리 존스, 브래드 도리프, 러네이 오베어전와 등이 출연하였다. 존 카펜터가 쓴 판매용 각본(spec script) 〈Eyes〉를 원안으로 데이비드 질래그 굿맨과 카펜터가 공동 각본을 작성하였으며, 이는 카펜터가 참여한 첫 주요 영화사 작품이다.
원래는 이 영화의 제작을 맡은 존 피터스의 당시 여자친구 바브라 스트라이샌드가 주인공으로 낙점돼 있었지만 스트라이샌드가 프로덕션에서 나오면서 더너웨이로 교체되었다. 그럼에도 스트라이샌드는 이 영화를 위해 〈Prisoner〉를 녹음하였으며 이 곡은 빌보드 핫 100에서 21위까지 올라갔다.

## 줄거리
유명 뉴욕 패션 사진작가 로라 마스는 폭력을 모티브로 하여 선정적인 사진을 찍는 것으로 악명이 높다.
신작 사진집 〈로라 마스의 눈〉(The Eyes of Mars) 발매 전날 밤 로라는 누군가 한 여성의 아파트에 침입하는 과정을 일인칭으로 관찰하는 꿈을 꾼다. 다음 날 출판 기념 파티에서 로라는 사진 편집자 도리스가 살해됐다는 것을 알게 된다.
이후 로라는 유사한 범행 투시 경험과 이를 그대로 반영하는 주변인들의 연이은 피살을 겪는다. 로라와 사건을 담당한 형사가 가까워지는 가운데 그녀와 가까운 인물들이 유력한 용의자로 지목을 받는다.

## 출연진
- 페이 더너웨이
- 토미 리 존스
- 브래드 도리프
- 러네이 오베어전와
- R. J.
- 달랜 플루걸
- 메그 먼디

## 기타 제작진
- 협력 제작: 로라 지스킨